# Romeo a Julie na konci listopadu
Romeo a Julie na konci listopadu je televizní inscenace režiséra Jaroslava Balíka z roku 1971, jejíž scénář napsal Jan Otčenášek. Slovo listopad v názvu naznačuje „podzim života“, tedy stáří. Titulní role ztvárnili Karel Höger a Dana Medřická.

## Děj
Náhodné setkání věčného mladíka Karla Pluhaře a životem zklamané Marie Dočkalové v kavárně Slavii se vyvine v hlubší citové pouto. Musí se přenést přes mnohá protivenství, které oběma starším lidem kladou Karlovy děti a Mariina sestra.

## Obsazení
| Karel Höger         | Karel Pluhař        |
| Dana Medřická       | Marie Dočkalová     |
| Antonie Hegerlíková | Blanka, její sestra |
| Josef Langmiler     | Evžen               |
| Libuše Švormová     | Helena              |
| Zdena Hadrbolcová   | Jarka               |
| Jan Teplý           | Jaroslav            |
| Dušan Urgošík       | Jirka               |
| Viktor Maurer       | recepční            |
| Vlastimila Vlková   | žena s kyticí       |